# 5272 Dickinson
Az 5272 Dickinson (ideiglenes jelöléssel 1981 QH2) a Naprendszer kisbolygóövében található aszteroida. Edward L. G. Bowell fedezte fel 1981. augusztus 30-án.